# Анита Брајант
Анита Џејн Брајант (енгл. Anita Jane Bryant; Барнсдал, 25. март 1940 — Едмонд, 16. децембар 2024) била je америчка певачица, бивша Мис Оклахоме и противница геј права. Четири њене песме ушле су у Топ 40 у Сједињеним Америчким Државама, укључујући и песму Paper Roses која је достигла 5. место. Брајантова је касније постала најпознатија по својим ставовима против хомосексуалности и по својој кампањи из 1977. чији је циљ био да укине уредбу о забрани дискриминације на основу сексуалне оријентације у окруду Дејд (данас Округ Мајами-Дејд). Ова кампања значајно је наштетила њеној популарности и каријери.

## Детињство, младост и каријера
Брајантова је рођена у градићу Барнсдалу у Оклахоми. После развода родитеља, њен отац је отишао у америчку војску а мајка се запослила, остављајући децу да привремено живе са бабом и дедом. Када је Брајантова имала две године, њен деда ју је научио да пева „Исус ме воли“. Са шест година је певала на сцени на локалном сајму у Оклахоми. Повремено је певала на радију и телевизији, а позвана је на аудицију када је Arthur Godfrey's talent show дошао у град.
Брајантова је постала Мис Оклахоме 1958, а следеће године је била друга пратиља на избору за Мис Америке. Године 1960, удала се за Боба Грина, диск-џокеја из Мајамија, са којим је добила четворо деце: Роберта млађег (Бобија), Глорију, Билија и Барбару. Развели су се 1980, због чега је Хришћанска десница оптужила Брајантову за лицемерје јер је раније заговарала неразрешивост хришћанског брака и борила се против „пропадања породице“. Током ране каријере појављивала се у многим телевизијским емисијама.
Укупно 11 њених песама се нашло на америчкој Хот 100 листи, иако је већина њих била при дну листе. Три њене песме су биле пласиране високо на топ-листама: „Paper Roses“ из 1960, која је достигла 5 место на Топ 40 и коју је касније обрадила Мери Осмонд, „In My Little Corner of the World“ (1960, #10), и „Wonderland by Night“ (1961, #18). Брајантова је објавила неколико албума за издавачке куће Карлтон и Колумбија.
Године 1969, постала је портпарол за Florida Citrus Commission. Појављивала се у рекламама за сок од поморанџе, а постала је позната по слогану из једне рекламе: „Доручак без сока од поморанџе је као дан без сунца“. Поред тога, током овог времена такође се појављивала у рекламама за Кока-колу, Крафт фудс, Холидеј ин и Тапервер.
Певала је „Борбену химну републике“ током сахране америчког председника Линдона Џонсона 1973, и америчку химну на Супербоулу 1969.
Дала је интервју за Плејбој у мају 1978.